# Kümmernitztal
Kümmernitztal – gmina w Niemczech w kraju związkowym Brandenburgia, w powiecie Prignitz, wchodzi w skład urzędu Meyenburg.